# Jure Lalić
Jure Lalić (Makarska, 8. veljače 1986.) hrvatski je profesionalni košarkaš. Igra na poziciji centra, a trenutačno je član Cibone Zagreb.

## Karijera
Karijeru je počeo u niželigašu KK Amfora iz Makarske u kojoj je igrao od 2001. do 2003.
U redove Zadra dolazi u sezoni 2003./04. gdje je nastupio u samo 4 utakmice u sezoni. Iduće sezone, 2004./05., je imao bolju minutažu te je pomogao klubu u osvajanju prvenstva Hrvatske i Kupa Krešimira Ćosića. U svojoj trećoj sezoni u Zadru Lalić je pomogao klubu u osvajanju Kupa (2006./07.). U posljednjoj sezoni 2007./08. pomaže klubu u osvanjanju prvenstva Hrvatske.
U ljeto 2008. prelazi u redove belgijskog prvoligaša Charleroia. U njemu se zadržao do ožujka 2010. U ožujku 2010. kao slobodan igrač prelazi u Ljubljansku Olimpiju.
U srpnju 2010. potpisuje ugovor s Cibonom.

## Vanjske poveznice
- Profil  Arhivirana inačica izvorne stranice od 2. prosinca 2009. (Wayback Machine) na NLB-u
- Profil na eurobasket.com